# Landshøvding (Island)
 For alternative betydninger, se Landshøvding (flertydig). (Se også artikler, som begynder med Landshøvding)
Landshøvding (islandsk: Landshöfðingi) var titlen på den øverste danske embedsmand i Island 1873-1904. Som led i bestræbelserne på at give Island øget selvstyre vedtog rigsdagen i 1872 at give øens stiftamtmand øgede beføjelser og tildele ham titlen landshøvding. I august 1873 tiltrådte Hilmar Finsen som den første islandske landshøvding. I 1903 blev det besluttet at flytte Ministeriet for Island fra København til Reykjavík, og da flytningen i 1904 var gennemført, nedlagdes både landshøvdingeembedet og stiftamtmandsembedet.

## Liste over landshøvdinge
- Hilmar Finsen 1873-1882
- Bergur Thorberg 1882-1886
- Magnús Stephensen 1886-1904